# 罗邦杰 (1931年)
罗邦杰（1931年—2002年），男，浙江黄岩人，中华人民共和国军事人物，中国人民解放军少将，曾任西安政治学院院长，第七届全国人大代表。